# 三濃山
三濃山（みのうざん、みのうさん）は、兵庫県相生市、たつの市、赤穂郡上郡町の境に位置する山で西播丘陵県立自然公園に含まれている。

## 概要
標高は508.6m。山頂は三地域の境にあり、相生市、上郡町の最高峰となっている。播磨自動車道および県道44号（テクノライン）の三濃山トンネルが通じている。北側には播磨科学公園都市が広がる。
山頂には寺院と神社があり、そこへ至る山道は現在はハイキング・コースとなっている。かつては山岳信仰が非常に盛んであり、急峻な山中でありながら「三濃千軒」と謳われるほど多くの人家があった。その後廃れていったものの、第2次大戦前後のころまでは、山中に簡素な家を建てて実際に住んで生活している人がいた。人家跡や小屋の跡は、山麓の「羅漢の里キャンプ場」から山頂へと至るハイキングコース沿いに現在でもかろうじて確認できる。また、山の中腹には池があり、「こんな山の中に！？」と思えるほど意外な大きさがある。ハイキング・コースのメイン・ルートを外れて山の西側斜面の獣道を辿って行くと、はるか以前に打ち捨てられて廃れてしまった水田の跡があり、石垣で整えられた畦が確認できる。これらは年貢を納めずに済む「隠し田」であったと見られている。